# Stelestylis surinamensis
Stelestylis surinamensis är en enhjärtbladig växtart som beskrevs av Gunnar Wilhelm Harling. Stelestylis surinamensis ingår i släktet Stelestylis och familjen Cyclanthaceae. Inga underarter finns listade.

## Bildgalleri

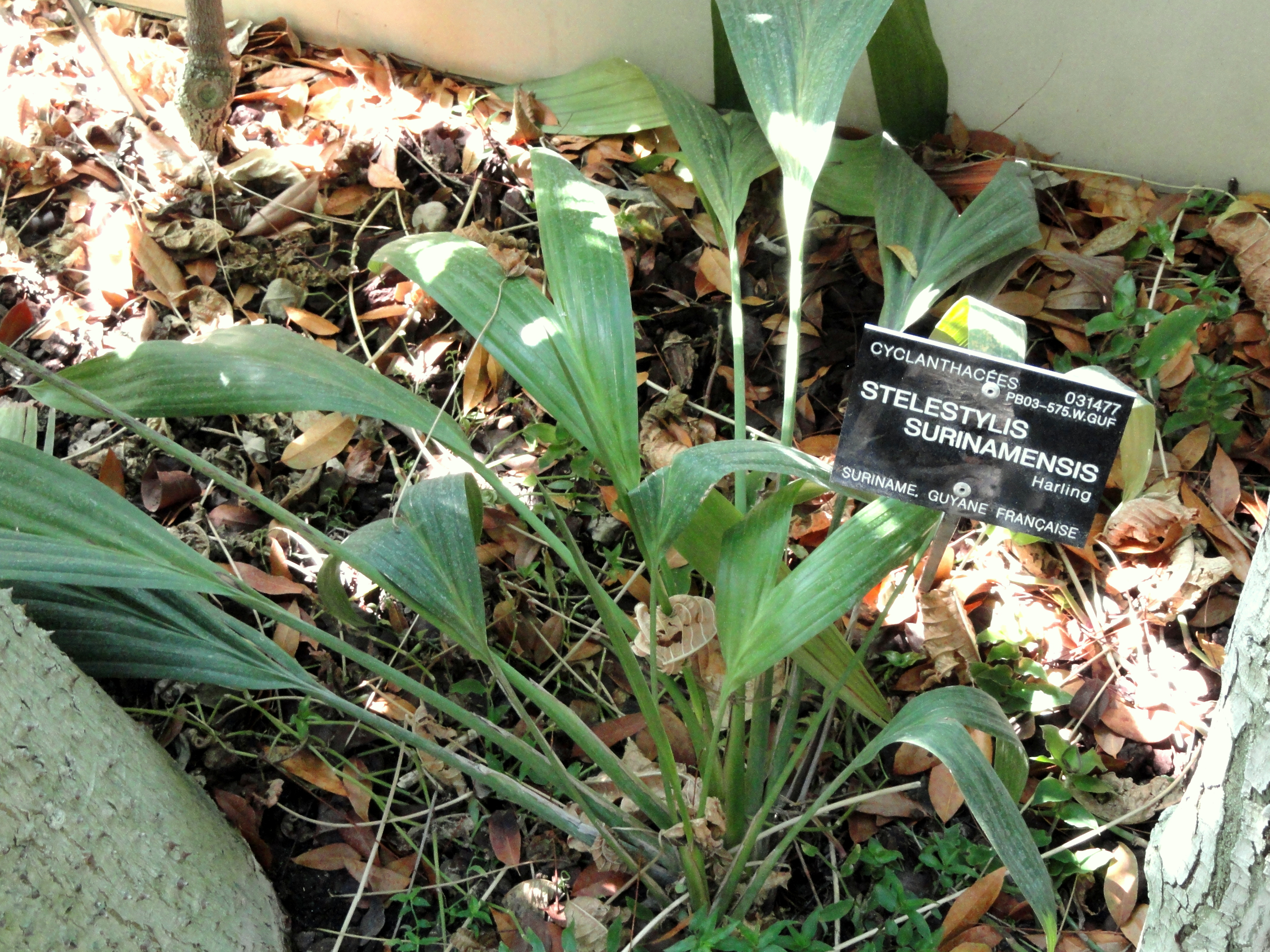